# قلعه‌سنگی (خرم‌آباد)
قلعه سنگی روستایی از توابع بخش مرکزی شهرستان خرم‌آباد در استان لرستان ایران است.

## جمعیت
این روستا در دهستان رباط قرار دارد و براساس سرشماری مرکز آمار ایران در سال ۱۳۸۵، جمعیت آن ۹۷۹ نفر (۱۹۹خانوار) بوده‌است.